# Disulfidna vez
V kemiji je disulfidna vez kovalentna vez, navadno pridobljena s spajanjem dveh tiolnih fuknciolalnih skupin. Povezava se imenuje tudi  'S–S-vez'  ali  'disulfidni most' . Splošna povezljivost je zato R-S-S-R. Izraz se pogosto uporablja v biokemiji.
Disulfidna vez je močna vez. Disociacijska energija je 60 kcal/mol (251 kJ/mol). Je za približno 40 % šibkejša kot vez C–C ali C–H, zato je pogosto »šibki člen« v mnogih molekulah. Odraža polarizabilnost dvovalentnega žvepla, zato vez S-S pogosto razpade  ob dodatku polarnih reagentov, tako nukleofilov kot tudi elektrofilov:
RS–SR + Nu− → RS–Nu + RS−
Dolžina disulfidne vezi je 2,05 Å.